# Tkon
Tkon (olaszul Tuconio) falu és község (járás) Horvátországban, Zára megyében, Pašman szigetén. Tkon jellegzetes halászfalu és kikötő, amelyet „Kornat kapujának” is neveznek.

## A község (járás) települései
A községhez (járáshoz) két falu, Tkon és Ugrinić tartozik.

## Fekvése
Az Adriai-tengerhez tartozó Pašmani-csatorna partján, Zárától légvonalban 27 km-re délkeletre, Pašman szigetének délkeleti végén fekszik. 15 km² területével a szigetnek mintegy ötödét foglalja el. Tizenhárom kisebb sziget is tartozik hozzá, melyek közül a legnagyobbak Gangaro, Žižanj és Košara, a legkisebb pedig Orlić. A sziget többi településéhez hasonlóan Tkon is az északi parton található, a sziget másik oldala túl meredek és ezért teljesen lakatlan. A többi településsel a szigeten végighaladó főút köti össze. Településrésze a Ćokovac-domb alatti Ugrinić, amely egykori birtokosáról az azonos nevű családról kapta a nevét.

## Története
A régészeti leletek tanúsága szerint Pašman szigete már a történelem előtti időben is lakott volt. Ezt igazolják az illírek által épített várak, sírhalmok és temetők maradványai. A sziget illír nevét éppen Tkon neve őrizte meg, mely a sziget rómaiak előtti „Katan”, „Katun” elnevezéséből származik. Első ismert lakói az illírek egyik törzse a liburnok voltak. Az ókorban még a szomszédos Ugljan szigetével összefüggő Pašman-szigetet már idősebb Plinius római író említi 79-ben „Lissa” néven. Tkon eredetileg a mai településtől 2 km-re délre feküdt. Először Bíborbanszületett Konstantin császár említi „Katav” néven "De administrando imperio" című műve Dalmácia provinciáról szóló részében a 10. században mint a Vrgada-szigettől nyugatra fekvő települést, ahol Justinianus császár őrhelyet létesített. 1067-ben „Katun”, 1363-ban „Kun” alakban említik ami ma is helyi elnevezése a falunak. A mai hivatalos név 1840-ben alakult ki a „Kun” elnevezés torz velencei topográfiai „Tcon” névalakjának kritika nélküli visszahorvátosításából. Területe a sziget többi részével együtt a 15. századtól a Velencei Köztársasághoz tartozott. A 18. század végén Napóleon megszüntette a Velencei Köztársaságot. 1797 és 1805 között Habsburg uralom alá került, majd az egész Dalmáciával együtt az Első Francia Császárság része lett. 1815-ben a bécsi kongresszus újra Ausztriának adta, amely a Dalmát Királyság részeként Zárából igazgatta 1918-ig. A településnek 1857-ben 422, 1910-ben 754 lakosa volt. Az első világháborút követően előbb a Szerb-Horvát-Szlovén Királyság, majd Jugoszlávia része lett. A falunak 2011-ben 763 lakosa volt, akik hagyományosan mezőgazdasággal (főként szőlő- és olívatermesztéssel), kisállattartással és halászattal, valamint újabban turizmussal foglalkoznak.

## Lakosság
| Lakosság változása | Lakosság változása | Lakosság változása | Lakosság változása | Lakosság változása | Lakosság változása | Lakosság változása | Lakosság változása | Lakosság változása | Lakosság változása | Lakosság változása | Lakosság változása | Lakosság változása | Lakosság változása | Lakosság változása | Lakosság változása |
| ------------------ | ------------------ | ------------------ | ------------------ | ------------------ | ------------------ | ------------------ | ------------------ | ------------------ | ------------------ | ------------------ | ------------------ | ------------------ | ------------------ | ------------------ | ------------------ |
| 1857               | 1869               | 1880               | 1890               | 1900               | 1910               | 1921               | 1931               | 1948               | 1953               | 1961               | 1971               | 1981               | 1991               | 2001               | 2011               |
| 422                | 499                | 516                | 576                | 635                | 754                | 714                | 759                | 825                | 821                | 766                | 730                | 714                | 752                | 707                | 763                |

## Nevezetességei
- A Zaklopica-öböl felett található Pustograd[6] romja, amely a bizánci uralom idején erődítményként a Pašmani- és a Zárai-csatorna vidékét őrizte a kalóztámadásoktól. Az eredeti Tkon falu ez alatt a 6. századi a vár alatt feküdt. A lakosság a támadások idején ide menekült. Védőfalai, amelyek a magaslatot ölelik körbe szabálytalan kör alaprajzúak. Mintegy 85-ször 75 méteres területet kerítenek. A falak részben az alapokig, részben féltől egy méter magasságig maradtak fenn. Északi oldalán fennmaradtak egy torony alapfalai, a déli oldalon pedig az itt állt torony még jelentősebb maradványa. A falakon belül két épület nyomai látszanak, valószínűleg egy lakóépület és egy ciszterna maradványai.[7] Ma a terület védett régészeti lelőhely.
- Az ugrinići Crnika-erdőben található Veliki tornak (nagyakol), vagy Dvoracnak (kastély) nevezett rom a 16. században épített vár maradványa.[8] A sziget délnyugati oldalán levő horgonyzóhely felé menő út mellett található. Építtetője az ugrinići Šubić család volt. Erős és magas erődfalai ma is két emelet magasságban állnak. Az erődben egykor helyőrség állomásozott és a katonák családja is itt lakott. Ők voltak a mai Ugrinić lakóinak ősei. A források szerint akkori létszámuk elérte az ötven főt. A falakon belül kisebb-nagyobb helyiségek nyomai látszanak és a figyelmes szemlélő megkülönböztetheti, hogy melyik volt a konyha, a műhely, vagy a háziállatok őrzésére szolgáló terület. Fennmaradtak egy nagy torony romjai is és mindjárt mellette a ciszterna kávája szépen faragott kőpadokkal.[7]
- A Straža és Škatelac/Kaštelac ma kilátók egy II. világháborús német erődítmény maradványaival.
- Tkon legrégibb része jellegzetes dalmát kőházakból áll. Földszinti részük gazdasági célokra, míg az emelet lakás céljára szolgált. Két legjobban fennmaradt ház a Pelastar dvor és a Rudić dvor. A település régi központja az ún. „kolešće” ahol a kút és egy ciszternával ellátott nagy tér található. Itt gyűjtötték össze az esővizet és látták el ivóvízzel a települést. A legfontosabb épületek között kell megemlíteni a De Erco családnak a központban álló 18-19. századi nyaralóját gazdasági épületekkel, malommal kerttel.[7]
- A sziget kulturális emlékei közé tartoznak a szárazfalak, amelyeken belül állatokat tartottak, így karámokként szolgáltak. A leghíresebb közülük a „Calovi tori”, ahol a II. világháború idején az asszonyokat és a gyermekeket bújtatták, valamint a „Brzića tori” mint az ilyen típusú építmények jellegzetes példája.[7]
- Fontos régészeti lelőhely a Pašmani-csatornában fekvő kis Gnalić-sziget, ahol mintegy tízezer éves tárgyak kerültek elő, melyeket ma a biogradi múzeumban őriznek. 1583-ban süllyedt el itt egy velencei kereskedelmi hajó különféle árukkal megrakva, melyeket a mediterrán kikötőkbe szállított.[7]
- Szent Tamás apostol tiszteletére szentelt plébániatemplomát[9] már a 11. században említik. Az eredeti templomból fennmaradt a négyszögletes román stílusú apszis, valamint számos 12. századi töredék. A mai háromhajós bazilika 1742-ben épült, 1938-ban megújították. A főhajót hat, gazdagon díszített oszlop választja el a mellékhajóktól. A barokk főoltáron a trónon ülő Istenanya képe látható, Petar Jordanić zárai festőművész alkotása a 15. század végéről. A mai festmény egy egykori triptichon, vagy poliptichon része, melynek nagy része még a múlt században semmisült meg. a templomnak román stílusú harangtornya van benne két haranggal. A harangokat 1980-ban elektromos vezérléssel látták el.[7]
- A falu feletti, 56 méter magas Kálvária-dombon található a 18. századi Hétfájdalmú Szűzanya templom a keresztúttal.[10] A dombon már az 1500-as években látható volt a legrégibb fennmaradt horvát nyelvű mirákulum, mely Krisztus feltámadását és más ábrázolásokat tartalmaz.[7] Egyhajós, 9 méter hopsszú és 6,35 méter széles épület, északra néző főhomlokzattal. A templomhoz az északi oldalon egy kb. 110 m hosszú és 2,5 m széles út (Fájdalmas Szűzanya útja) vezet.
- A falu központjában áll a 17. században épített Szent Antal templom.[11] A templomot Antun Palaški helyi plébános végrendeletében erre a célra hagyott pénzből építették 1672-ben. A benne található márvány oltárt a 19. század elején készítették. Ma is a Szent Antal testvériség gondozza.[7]
- A falutól 2 km-re délnyugatra a 95 méteres Ćokovac nevű magaslaton áll Szent Kozma és Damján vértanúk tiszteletére szentelt bencés kolostor.[12] A "Ćokovac" név a "ćok" szóból származik, amely a rigónak a helyi elnevezése. A kolostor és temploma a legmagasabb kategóriájú kulturális műemlék. 1059-ben építtette Teodorik biogradi püspök egy korábbi bizánci erőd és egy kora keresztény templom romjain. Miután a 12. században a velenceiek elfoglalták és lerombolták Biogradot a bencés atyák a Ćokovacon építették fel új kolostorukat. A 14. században a velenceiek teljesen lerombolták, de a bencések rövidesen újjáépítették immár gótikus stílusban. A kolostor lerombolásakor több szerzetes Prágába Károly cseh királyhoz menekült. Ők alapították meg a prágai “Emaus” kolostort, amely a híres prágai egyetem első központja lett. A templom dísze a gótikus „tkoni kereszt”, amely Paolo Veneziani mester tanítványának Menegelo di Giovanni de Canalisnak a munkája a 15. századból. A kolostort 1808-ban a francia hatóságok bezárták és az utolsó bencés szerzetes Pletikosić atya a falu plébánosa lett. 1964-ben Prágából bencés társaival Tkonra érkezett Martin Kirigin monachus, aki a bencés anyakolostort megújította. Ezután Ćokovac kolostora újra működött és a horvát világi hitélet ismert központja lett. Itt található az ún. „tkoni gyűjtemény” egy a 16. század elejéről származó 170 lapos horvát glagolita kézirat, amelyet ma Zágrábban a Horvát Állami Levéltárban őriznek. A szép írással készített kézirat magas művészi értékű prédikációkat, költeményeket, apokrifeket és más írásokat tartalmaz.[7]

## Híres emberek
- Itt született 1955-ben Ante Gotovina horvát katonatiszt.